# Kis Pintér Imre
Kis Pintér Imre (Budapest, 1941. június 1. – 2022. július 19.) József Attila-díjas (1988) magyar könyvtáros, egyetemi tanár, kritikus, irodalomtörténész. Az irodalomtudományok kandidátusa (1982).

## Életpályája
Szülei: Kis Pintér János és Kőműves Julianna. 1960–1965 között az Eötvös Loránd Tudományegyetem Bölcsészettudományi Kar magyar-könyvtár szakos hallgatója volt. 1965–1971 között a Kohó- és Gépipari Minisztérium Műszaki Tudományos Tájékoztató Intézetének műszaki könyvtárosa. 1971–1974 aspiráns, tanított az Eötvös Loránd Tudományegyetem 20. századi magyar irodalom tanszékén. 1974–1986 között a Magyar Tudományos Akadémia Irodalomtudományi Intézetének tudományos munkatársa, 1986–1989 között tudományos főmunkatársa volt. 1989–1990 között a Magyar Napló főszerkesztő-helyetteseként dolgozott. 1991–2011 között a Kortárs című folyóirat főszerkesztője. 2011-ben nyugdíjba vonult.

## Magánélete
1964-ben házasságot kötött Karczag Annával. Három lányuk született; Ágnes (1967), Eszter (1969) és Anna (1974).

## Művei
- Füst Milán válogatott művei (válogatta, szerkesztette, jegyzetek, 1978)
- Helyzetjelentés (tanulmányok, kritikák, 1979)
- A Semmi hőse (Füst Milán költő világképe, 1983)
- Esélyek (válogatott tanulmányok, 1990)
- Szellemek utcája. In memoriam Füst Milán; vál., szerk., összeáll. Kis Pintér Imre; Nap, Budapest, 1998 (In memoriam)

## Díjai, kitüntetései
- Móricz Zsigmond-ösztöndíj (1976)
- Kritikusi Nívódíj (1979)
- A Művészeti Alap irodalmi díja (1981)
- József Attila-díj (1988)
- Arany János-jutalom (2002)
- A Magyar Érdemrend lovagkeresztje (2013)